# Constableville
Constableville es una villa ubicada en el condado de Lewis en el estado estadounidense de Nueva York. En el año 2000 tenía una población de 305 habitantes y una densidad poblacional de 105 personas por km².

## Geografía
Constableville se encuentra ubicada en las coordenadas 43°33′53″N 76°25′33″O / 43.56472, -76.42583.

## Demografía
Según la Oficina del Censo en 2000 los ingresos medios por hogar en la localidad eran de $43,125, y los ingresos medios por familia eran $47,083. Los hombres tenían unos ingresos medios de $48,438 frente a los $23,750 para las mujeres. La renta per cápita para la localidad era de $16,140. Alrededor del 16.5% de la población estaban por debajo del umbral de pobreza.